# Gu Mei
Gu Mei (kinesiska: 顧媚) även känd under artistnamnet Gu Hengbo (kinesiska: 顧橫波), född 1619, död 1664, var en kinesisk yiji, diktare och målare. 
Gu Mei var berömd för sin skönhet och talang inom poesi och målning. Hon räknades bland eliten av yuji med Dong Xiaowan, Bian Sai och Liu Shi. Hon utgav en diktsamling som fick god kritik, och beundrades för sin förmåga att måla orkidéer, men få av hennes dikter eller målningar har bevarats. Hon var verksam i Nanking, där hennes hem, tornet Meilou i distriktet Qinhuais, blev berömt som en diskussionsplats för politik och litteratur. Chen Liang, Qian Lucan och Mao Xiang var regelbundna gäster där. 
Gu Mei hade ett uppriktigt kärleksförhållande med Liu Fang och planerade att lämna sitt yrke som yiji för hans skull. När det inte skedde, begick han självmord av kärlekssorg, något som tilldrog sig stort uppmärksamhet. Hon lämnade 1643 sitt yrke som yiji och blev konkubin åt den unge karriärämbetsmannen Gong Dingzi och följde honom till Peking. Gong Dingzi behöll sin tjänst som ämbetshavare både under Mingdynastin, Li Zicheng och Manchudynastin, något som bröt mot konfucianskt trohetsideal och gav honom kraftig kritik. Han ska ha försvarat sig med att han gjorde det på Gu Meis begäran. Det var äldre kinesisk historieskrivnings sed att skylla mäns moraliska fel på kvinnors inflytande, men i detta fall bedöms det att det kan ha varit möjligt.   
Gu Mei beskrivs som generös, principfast och okonventionell. Hon räddade den oppositionella Yan Ermei från avrättning, och finansierade också konstnären Zhu Yizun med egna pengar. Det är känt att Gong Dingzi älskade henne på riktigt: han upprätthöll ett livligt och luxuöst sällskapsliv där Gu Mei uppträdde som värdinna, och hans sätt att öppet visa kärlek för henne tilldrog sig uppmärksamhet från samtiden och han fick även offentliga tillrättavisningar, då det gick emot sed att så öppet favorisera en konkubin framför en hustru. Han drev igenom att hon fick en hedersbetygelse från kejsaren som enligt sed borde ha tillfallit hans hustru, han lät uppföra ett tempel åt henne, och när hon inte lyckades få en son med honom, lät han på hennes begäran tillverka en naturtrogen mekanisk docka som krävde regelbunden omvårdnad precis som en riktig son, något som uppfattades som en utmanade extravagans. Efter hennes död lät han också utge hyllningsdikter till hennes ära.